# Hatano Go
Hatano Go (波多野 豪 Hatano Gō, sinh ngày 25 tháng 5 năm 1998) là một cầu thủ bóng đá người Nhật Bản. Anh thi đấu cho FC Tokyo.

## Sự nghiệp
Hatano Go gia nhập FC Tokyo năm 2016. Ngày 29 tháng 5 năm anh ra mắt ở J3 League (v AC Nagano Parceiro).

## Thống kê câu lạc bộ
Cập nhật đến ngày 23 tháng 2 năm 2017.
| Thành tích câu lạc bộ | Thành tích câu lạc bộ | Thành tích câu lạc bộ | Giải vô địch | Giải vô địch | Cúp                   | Cúp                   | Tổng cộng | Tổng cộng |
| Mùa giải              | Câu lạc bộ            | Giải vô địch          | Số trận      | Bàn thắng    | Số trận               | Bàn thắng             | Số trận   | Bàn thắng |
| Nhật Bản              | Nhật Bản              | Nhật Bản              | Giải vô địch | Giải vô địch | Cúp Hoàng đế Nhật Bản | Cúp Hoàng đế Nhật Bản | Tổng cộng | Tổng cộng |
| --------------------- | --------------------- | --------------------- | ------------ | ------------ | --------------------- | --------------------- | --------- | --------- |
| 2016                  | U-23 FC Tokyo         | J3 League             | 2            | 0            | 0                     | 0                     | 2         | 0         |
| Tổng                  | Tổng                  | Tổng                  | 2            | 0            | 0                     | 0                     | 2         | 0         |